# 순수 (진)
순수(荀首, ? - ?)는 중국 춘추 시대 진나라의 정치가로, 6경의 일원이며, 씨는 순(荀) 혹은 지(知)인지라 지수(知首)라고도 하며, 시호는 장(莊)으로 지장자(知莊子)다. 진나라 6경 중 지씨(知氏)의 시조로, 순서오(荀逝敖)의 아들이며, 순림보의 아우이고, 지앵의 아버지다.

## 행적
기원전 597년, 초나라가 정나라를 치자, 진나라는 구원군을 일으켰고, 순수는 조동(趙同)과 함께 하군 대부로 종군했다. 중군 보좌 선곡(先縠)이 멋대로 중군을 이끌고 황하를 건넌 것을 보고, 군법이 무너졌으니 장차 패배할 것이며 장본인 선곡은 허물을 피할 수 없으리라고 말했다. 결국 진나라와 초나라 군사가 싸워 중군과 하군은 어지러이 패퇴했다. 초나라 대부 웅부기(熊負羈)가 순수의 아들 지앵을 사로잡자, 일족들을 거느리고 데리러 돌아갔고, 하군의 군사들이 많이 따라갔다. 화살을 쏘는데 좋은 화살은 쏘지 않고 어자 위기(魏錡)의 화살통에 넣었으므로 위기가 화를 내자, 남의 자식을 잡기 전까지는 좋은 화살을 아껴야 한다고 답하고 초나라 연윤 양로(襄老)를 죽이고 그 시체를 싣고, 초나라 공자 곡신(公子 穀臣)을 사로잡아 돌아왔다. 진나라는 기원전 588년에 공자 곡신과, 양노의 시체를 반환하고 지앵을 돌려주기를 청했으며, 이때 순수가 중군 보좌였으므로 초나라가 승낙하여 지앵을 되찾아 올 수 있었다.
기원전 587년 겨울 11월, 정나라와 허나라가 국경 분쟁을 일으켜 정나라가 허나라의 땅을 취하자, 중군 보좌로써 중군 원수 난서, 상군 보좌 사섭과 함께 허나라를 구원하고 정나라를 쳤다.
기원전 586년 여름, 제나라에서 진후의 부인을 맞아들였고, 오는 길에 곡 땅에서 숙손교여를 만나 식량 대접을 받았다.
기원전 585년, 초나라에서 정나라를 치므로 난서가 정나라를 구원하러 오자, 초나라는 퇴각하였고, 진나라가 채나라까지 쳐들어오자 신 · 식 두 고을의 군사를 내어 저지했다. 순수는 사섭(士燮), 한궐(韓厥)과 함께 초나라 군사와 싸우는 것을 반대했고, 비록 난서를 보좌하는 열한 사람(당시 진나라는 중군, 상군, 하군, 신상군, 신중군, 신하군 6군에 각각 원수, 보좌 두 경이 있어 12경 체제였다) 중 이 셋만이 반대했지만, 난서는 세 사람의 의견을 받아들여 돌아갔다.